# NLC森の宮ビル
NLC森の宮ビル（エヌエルシーもりのみやビル）は、大阪府大阪市城東区にある事務所ビルである。旧称「近鉄森の宮ビル」。

## 概要
中央大通沿いに位置する大型オフィスビルである。森ノ宮駅近く、大阪城公園を望める立地である。基準階面積289坪。
1994年に近鉄不動産により開発され近鉄森の宮ビルと称された。2008年3月にはローンスターのSPC「森之宮キャピタル特定目的会社」に売却された。2014年9月には日本ライフクリエイターに売却され、NLC森の宮ビルに改称されている。その後は、2020年3月にサンケイビルが取得し、2021年10月にはコールバーグ・クラビス・ロバーツ（KKR）が取得した。なお、KKRにとって初の日本の不動産投資である。

## 入居者
- セコム
- NTTファイナンス
- 日本総合住生活 大阪支社
- 島津メディカルシステムズ 関西支社

## 交通
- JR西日本、OsakaMetro：森ノ宮駅徒歩1分